# Eder González
Eder
Eder González Tortella (Palma de Mallorca, España, 7 de enero de 1997), es un futbolista español. Juega como centrocampista y actualmente pertenece al Atromitos de Atenas de la Superliga de Grecia.

## Trayectoria
Es un jugador formado en las categorías inferiores del RCD Mallorca en el que iría quemando etapas hasta finalizar la temporada 2015-16 en el Juvenil "A" del conjunto bermellón.
El 16 de agosto de 2016, es cedido a la UE Cornellà del Grupo III de la Segunda División B de España.
El 18 de enero de 2017, regresa al RCD Mallorca B, pero semanas después se desvincula del RCD Mallorca y el 1 de febrero de 2017, firma por el Terrassa FC de la Tercera División de España
En julio de 2017, firma por el AFK Csikszereda Miercurea Ciuc de la Liga III, la tercera división en el sistema de ligas del fútbol rumano. En la temporada 2018-19, lograría el ascenso a la Liga II, la segunda división en el sistema de ligas del fútbol rumano, en la que jugaría durante las dos temporadas siguientes.
El 5 de enero de 2021, firma por el ACS Sepsi OSK Sfântu Gheorghe de la Liga I, la primera división del fútbol rumano.
El 19 de julio de 2022, firmó con el Atromitos de Atenas de la Superliga de Grecia.

## Clubes
| Club                           | País    | Año       |
| ------------------------------ | ------- | --------- |
| RCD Mallorca B                 | España  | 2016-2017 |
| UE Cornellà                    | España  | 2016      |
| Terrassa FC                    | España  | 2017      |
| AFK Csikszereda Miercurea Ciuc | Rumania | 2017-2021 |
| ACS Sepsi OSK Sfântu Gheorghe  | Rumania | 2021-2022 |
| Atromitos de Atenas            | Grecia  | 2022-Act. |